# 티엔마 미사일
천마 탄도 미사일은 대만의 단거리 탄도 미사일이다. 개발중단되었다.

## 역사
천마는 대만이 핵무장을 하면서 1970년대말에 개발하던 단거리 탄도 미사일이다. 중산과학연구원에서 극비리에 개발하다가 미국의 중단 압박으로 개발취소되었다. 한국은 1970년대말 현무-1 개발에 성공했다.
대만의 천마 탄도 미사일 2012년 이명박 대통령이 오바마 대통령과 합의하여 개발한 현무-2C의 성능과 비슷하다. 현무-2C는 사거리 800 km, 탄두중량 500 kg, 2단 고체연료를 사용한다.
1999년 대만은 사거리 2000 km 적정 탄도 미사일 개발을 시도했으나, 역시 미국의 중단 압박으로 개발취소되었다. 개발을 시도한 천수이벤 총통은 종신형을 선고받아 감옥에 있다.

## 제원
- 길이: 20 m
- 연료: 고체연료
- 사거리: 600 - 950 km
- 유도방식: INS
- 탄두중량: 350 kg

## 같이 보기
- 천마 미사일 - 한국의 지대공 미사일. 이름이 같다.
- 중화민국의 대량살상무기